# Сан Кристобал де ла Лагуна
Сан Кристобал де ла Лагуна (на испански: San Cristóbal de La Laguna) е град и община на остров Тенерифе, Испания.
Населението му е 153 655 жители (по данни към 1 януари 2017 г.), а има площ от 102,6 кв. км. Намира се на 543 м н.в. в непосредствена близост до столицата Санта Крус де Тенерифе, с която имат общ градски транспорт. Пощенският му код е 38200. Официалният език е испанският.
Градът е част от световното наследство от 1999 г. насам. Някои от съответните личности, родени в този град, са Хосе де Анчиета (светец и мисионер) и Амаро Парго (корсар и търговец).